# God zij met ons
God zij met ons (en français : [Que] Dieu soit avec nous) est une devise nationale secondaire des Pays-Bas.
Elle a été largement utilisée par les Pays-Bas dans ses colonies, d'où l'actuel hymne du Suriname : God zij met ons Suriname.

## Utilisation sur les pièces

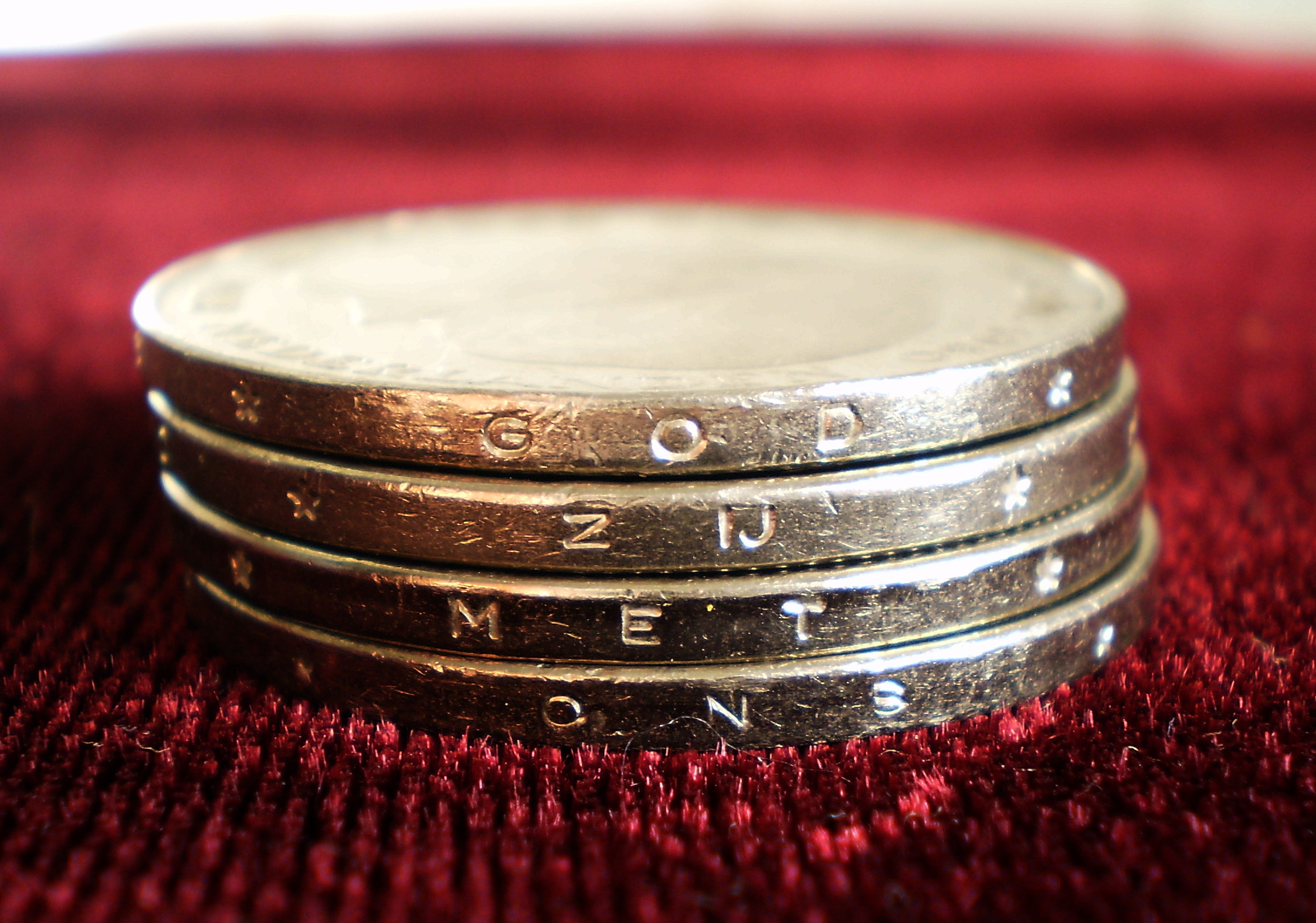
On lit God zij met ons sur une pile de rixdales.

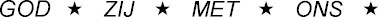
L'inscription telle que gravée sur les pièces de 2 euros.

Le texte God zij met ons, chaque mot étant séparé par une étoile, apparaît avec la loi monétaire de 1816 qui introduit l'écriture sur la tranche des pièces. Le but est de lutter contre le rognage. 
Peu après l'invasion napoléonienne des Pays-Bas, une nouvelle devise permet de réaffirmer l'indépendance nationale. Celle-ci s'inspire d'une autre devise présente sur les pièces lors de la guerre de Quatre-Vingts Ans : Si Deus nobiscum quis contra nos (si Dieu est avec nous, qui est contre nous), tirée de l'épître aux Romains (8:31).
Avec l'adoption de l'euro, la devise a été apposée sur la tranche de la pièce de 2 euros dans sa version néerlandaise (ainsi que pour les pièces commémoratives de 2 euros néerlandaises), avec le soutien de la droite chrétienne et l'opposition des humanistes séculiers.
Certaines pièces fautées d'autres pays européens comportent la devise néerlandaise sur leur tranche, c'est le cas notamment de pièces de deux euros françaises.